# اینا یوف
اینا یوف (به انگلیسی: Inna Yoffe) (زادهٔ ۸ فوریهٔ ۱۹۸۸) شناگر اهل اسرائیل است.